# 圣夏尔站
圣夏尔站是法国东南部城市马赛的一个地铁车站，是马赛地铁1号线和2号线的换乘车站。

## 站名
“圣夏尔”是这一街区的名称。马赛火车总站也以此为名。

## 位置
圣夏尔站位于马赛市中心，属于1区。车站大致呈南北走向，是一个地下车站，有自动扶梯连接地面，同时可直通圣夏尔火车站内。

## 设施
圣夏尔站站内设有自动售票机及无障碍设施。

## 站台设置
| 西↑ |      |                            |
|     | 侧式 |                            |
|     |      | 圣玛格丽特-德罗梅勒站方向← |
|     |      | 拉富拉热尔站方向←          |
|     | 岛式 |                            |
|     |      | 玫瑰-贡贝尔城堡科技园站→   |
|     |      | 热兹站→                    |
|     | 侧式 |                            |
| 东↓ |      |                            |

## 配套交通

### 城市公共交通
| 圣夏尔站附近的公共交通线路 |                        |          |
| 公交车站名称               | 位置                   | 停靠线路 |
| 圣夏尔火车站               | 地铁站上方的伏尔泰大街 |          |
| 1.                         |                        |          |

此外，当地铁线路发生故障或施工时，马赛交通局可能提供临时摆渡车。

## 临近车站
| 圣夏尔站（Saint-Charles）      |               |                              |
| 上行车站                       | 线路          | 下行车站                     |
| 归正-麻田街站 550m ←           | 马赛地铁1号线 | 科贝尔-大区政府大楼站 → 680m |
| 茹尔·盖得站 580m ←             | 马赛地铁2号线 | 诺阿耶站 → 540m              |
| - 本表仅显示运营中的线路及车站 |               |                              |